# Jan Gintberg
Jan Michael Gintberg (født 3. december 1963 i Lynge, Nordsjælland) er en dansk standupkomiker, tv- og radiovært og skuespiller.
Han er oprindelig uddannet landmand med grønt bevis fra Kalø Landbrugsskole og har derudover en bachelor i jordbrugsvidenskab fra Veterinær- og Landbohøjskolen på Frederiksberg, hvor han studerede fra 1990 til 1994.

## Karriere
Jan Gintberg har optrådt som standupkomiker siden 1992, hvor han blev nummer tre ved DM i Stand-Up på Restaurant DIN's. Han fik sit folkelige gennembrud som standupkomiker i 1997 som en fjerdedel af Tæskeholdet, et radioprogram på DRs P3. 
Efter Tæskeholdet blev han sammen med Casper Christensen ansat som programudvikler på Metronome og fandt bl.a. på quiz programserien Helt i Skoven og det mere hemmelige Driving Miss Craisy, der kun blev lavet et program af.
Gintberg satte sit første standupshow Det ligger i Generne op i en lang række af landets teatre i 1998 og blev dermed den første af den oprindelige gruppe standupkomikere fra Dinstiden, der turnerede i større sammenhæng udenfor klubmiljøet. I 1999 medvirkede Gintberg i to afsnit af tv-sketchprogrammet Casper & Mandrilaftalen.
Med politik og mediesatire som hovedemner har han været idémand, udvikler og vært på en række satiriske tv-programserier på DR2 – Gintberg Showoff og Vindhætterne – og TV 2 Zulu med udgangspunkt i aktuelle begivenheder og samfundsstrømninger, senest det dagsaktuelle satireprogram Gintbergs Store Aften på TV 2 Zulu, hvor Gintberg blev bakket op af en skiftende stab af sketchspillende tekstforfattere.
Jan Gintberg har tidligere haft værtsopgaver i quizzerne Ugen der Gak på TV2, Er du klogere end en tiårig? og i det spydige hyldestprogram Grillet på TV3.
I 2010 producerede han piloten til de programserier der i marts og april 2011 blev sendt på DR1 og hed Gintberg på kanten, hvor Jan Gintberg besøgte byer i Udkantsdanmark og slutter af med et standup-show for byens borgere. I første sæson besøgte Gintberg byerne Hirtshals, Højer, Nysted, Nexø, Rudkøbing og Thyborøn. Ifølge Gintberg viser programmerne, "hvordan de små samfund, der ligger længst fra de store byer i Danmark, også er befolket af overskudsmennesker, [...] der også er i stand til at grine af deres egen lokale særegenhed og stolthed." Anden sæson af programmet blev sendt i september og november 2011. For Gintberg på kanten modtog han Seerprisen i 2011 og prisen for bedste mandlige tv-vært i 2012 ved uddelingen af TV Prisen.. Programmet har derudover vundet for Bedste Factual entertainment samt kåret blandt bedste 3 TV formater ved Prix Europe i 2013. 
Serien har kørt 5 sæsoner med Det offentlige og Danske forstæder som tema. I 2014 sendte DR en special udgave af På kanten i Schleswig i anledning af 150 året for slaget ved Dybbøl. I april 2015 sendte DR en special udgave af På Kanten om DR selv i anledning af 90 året for DR's start. 
Jan Gintberg er fortsat en ivrigt turnerende standupkomiker med shows som Gearet 2 Tænder (2000), Op på fars Jihad (2003) med Omar Marzouk som opvarmer, Den Grimme Melding (2005) og Big Time Paranoia (2007). Til Den Grimme Melding stod Jonatan Spang for opvarmningen, Tobias Dybvad ligeså i Big Time Paranoia. Jan Gintberg turnerede i efteråret 2009 med showet FREMTID.NU.  I januar 2015 havde han premiere på sit one-man show Det store spørgsmål, som han efterfølgende turnerede med rundt i landet. I 2018 turnerede han landet rundt med showet Gintberg Reder Verden. 
Under coronapandemien rejste han i foråret rundt i landet sammen med Carsten Eskelund i programmet Spritnyt - med Gintberg og Eskelund, hvor de kiggede på opfindelser og gode ideer. Det blev fulgt op samme efterår med programmet Gintberg, Eskelund og Den dybe Tallerken, hvor de tog udgangspunkt i store danske opfindere som Jacob Ellehammer og August Krogh og så på andre opfindelser i lokalområdet.

## Privatliv
Privat er Jan Gintberg gift med jordemoderen Nina Sepstrup. Sammen har de børnene Eline (født 1997), August (født 2004) og Alvilde (født 2009). Datteren Eline er født med Downs syndrom.
Jan Gintberg er onkel til Kristian Gintberg.

## Filmografi

### Dvd-udgivelser i eget navn
- 2000 – Gearet To Tænder
- 2003 – Op på fars Jihad
- 2005 – Den Grimme Melding
- 2007 – Big Time Paranoia
- 2009 – FREMTID.NU
- 2012 – I LUV JAN (kun som stream/download)

### Radioprogrammer
- 1997 – Tæskeholdet – DR P3
- 2001 – Carambole – DR P3
- 2007 – Sommerhyrderne – Radio 100

### TV-programmer som vært
- 1997 – Helt Sort – DR1
- 1997 – Ugen Der Gak – TV2
- 2000 – Gintberg Showoff – DR2
- 2002 – Vindhætterne – DR2
- 2003 – Gintberg - var det det? - DR2
- 2005 – Gintbergs Store Aften – TV2 Zulu
- 2006 – Gintberg Går Banzai I Japan – TV2 Zulu
- 2007 – Er du klogere end en tiårig? – TV3
- 2008 – Grillet – TV3
- 2011 – Gintberg på kanten – DR1
- 2014 - Må vi komme med? - DR1
- 2016 - Do it like Denmark - DR1
- 2020 - Spritnyt - med Gintberg og Eskelund
- 2020 - Gintberg, Eskelund og Den dybe Tallerken

### Film
- 2001 – 2003 – Mulan 1-2 (stemme, Mushu)
- 2001 – 2010 – Shrek 1-4 (stemme, Æsel)
- 2007 – Koslænget (stemme, Tyren Otis)
- 2008 – Anja og Viktor - i medgang og modgang
- 2009 – Storm